# Dynamostes audax
Dynamostes audax là một loài bọ cánh cứng trong họ Cerambycidae.